# クロクロク
『クロクロク』は、中村充志による日本の漫画作品。『週刊少年ジャンプ』（集英社）にて、2013年4・5合併号に読切が掲載された後、2013年35号から同年52号まで連載された。

## あらすじ
東京都多摩市。妹と二人で貧乏生活を送る女子高生・遊佐千秋は、高額時給に釣られ詳細不明の怪しいバイトの面接を受けるが、そのバイトとは妖怪専門の市役所、「（裏）多摩市役所」の職員だった。ありえない事態に怯む千秋だったが、恐怖よりも待遇の良さが勝り、働くことを決意。先輩職員の庵藤クロクと共に、日々様々な事件やトラブルに巻き込まれてゆくのだった。

## 登場人物

### 主要人物
庵藤 クロク（あんどう くろく）
（裏）多摩市役所職員の男性。17歳。治安維持担当で「暮らしの安全課」に所属している。
「通力」と呼ばれる不思議な力を持つものの、燃費が悪く所長にいつも注意されている。
顔は良いが愛想がなく、空気が読めない。
「なんとか悟空」という爺さんが開いていた道場に通っており、卒業記念に名前の知らない棒をもらっている。サイズだけでなく形状も変化する。普段は小さくして耳の穴に収納している。
荒事は専門としているが事務仕事は全くできず、市役所に訪れた妖怪たちに心配されるほど。
遊佐 千秋（ゆさ ちあき）
（裏）多摩市役所職員。女性。高校生。妹と二人で生活している。座右の銘は質素倹約。アルバイト経験は豊富。強力な破魔の力が宿った髪飾りを着用している。携帯はすごく古いガラケーを使用しており、待受画面は妹の良子の写真。
大量の借金で家計が厳しく、時給の良いアルバイトを探していた際に、高時給の求人を出していた多摩市役所のアルバイトにダメ元で応募している。
（裏）多摩市役所に勤め始めて2日で、仕事ができる人として市役所に訪れる妖怪たちに好かれている。

### 職員
由代 獄天（ゆしろ ごくてん）
（裏）多摩市役所の所長。男性。市役所に来たばかりのクロクに何度も戦いを挑まれており、一時期はそれを目当てに妖怪たちが市役所に集まる理由となっていた。力量はクロクを圧倒しており、無傷でクロクをボロボロにしている。
新人研修の担当も務めており、今後のことを考えて他区画との連携を強めるために課題を出している。
サヨ
（裏）東京23区役所職員。女性。生意気な性格。嫌いなものは人参と玉ねぎ。
人間の学校生活に興味があり、千秋のプライベートの買い物に付き合ってくれている。
バド / 斯波 堂衛（しば どうえ）
（裏）東京23区役所職員。所属は防災課。男性。合理主義な性格。
エリート揃いの23区の職員の中でも100年に1人の天才と言われているほどの秀才。
人参が好きではない。
威対（いつい）
（裏）東京23区役所職員。男性。気性が荒い性格。
携帯電話は持っていない。ヌエの乳について饒舌に語っている。
火を操っており、自身の血は高温であり、自分の通力を流すことで遠隔で燃やすことも可能。
茶良木（ちゃらき）
（裏）福岡市役所職員。男性。種族は蛇帯。122歳。趣味は飲み歩きや合コンなど。
戦闘力は低く、かなり弱い。

### その他
遊佐 良子（ゆさ りょうこ）
千秋の妹。
小津 十三郎（おづ じゅうざぶろう）
多摩東警察署に勤務する男性。階級は巡査→巡査部長。「怪奇現象安全対策捜査係」の31代目の担当。
警察官になった理由は、テレビで見たヒーローに憧れたため。未だにヒーロー物のフィギュアを持っている。
持っているフィギュアは社会派戦隊マシンケイオスのレッド。
紫苑（しおん）
千秋の友人。女性。お金持ち。
折此木（おこのぎ）
男性。クロクから嫌われている。

## 用語
妖怪
クロクロクの世界では、妖怪は現代社会でも普通に生活している。妖怪は種族と言う単語で分けられており、数百種にも及ぶ。
（裏）市役所
妖怪たちをまとめて管理する場所で基本的に市役所の地下に存在する。（裏）市役所は国によって秘密裏に全国に設置しており、クロクたちが担当するのは西東京地区の（裏）多摩市役所である。

## 書誌情報
- 中村充志『クロクロク』集英社〈ジャンプコミックス〉、全3巻
  1. 2013年12月4日発売[23]、ISBN 978-4-08-870886-7
  2. 2014年2月4日発売[24]、ISBN 978-4-08-880009-7
  3. 2014年3月4日発売[25]、ISBN 978-4-08-880046-2